# Enchiridion (Sesto Pomponio)
L'Enchiridion è un'opera scritta da Sesto Pomponio, giurista dell'età adrianea-antonina, nella quale viene descritta la nascita e lo svolgimento dell'ordinamento giuridico romano sin dalla sua prima fase. Di esso ci rimangono pochi frammenti riportati dalla monumentale opera successiva di Giustiniano, il Corpus Iuris Civilis, oltre che un lungo frammento delle prime 70 pagine circa riscritto da un sacerdote amanuense dell'XI secolo, sotto il nome di De originibus iuris.
Nel testo, Pomponio individua il nucleo fondante delle leggi romane, ovvero: le leggi delle dodici tavole, l'interpretatio e le legis actiones, tutte del periodo romano arcaico, ricomponendo uno schema già elaborato secoli prima nei Tripertita di Sesto Elio.
Per Pomponio diritto, giurisdizione e giuristi hanno una relazione funzionale che agisce su un nucleo propulsivo del diritto stesso.
La "visione enchiridian"i è dunque una visione dinamica il cui punto finale è rappresentato dalle cosiddette costitutio principis, ovvero le costituzioni emanate dal princeps come necessità per una società in continua evoluzione.
L'aggiunta di nuove "partes iuris" non rompe lo schema originario dell'Enchiridion, in quanto, per Pomponio, il vecchio nucleo è comunque fonte dell'ordinamento romano nell'età in cui opera tale giurista.
All'interno dell'opera pomponiana è quindi possibile riscontrare, nell'elencare le fonti, un nucleo più antico, risalente allo schema eliano, rispetto al quale le successive innovazioni si vengono disponendo lungo l'asse della storia (un nucleo potremmo dire "nuovo"). Lo schema eliano è antichissimo, ma Pomponio lo considera attuale e vigente tanto che lo ripropone alla visione pubblica.